# Каньейхамба, Джордж
Джордж Уилсон Каньейхамба (англ. George Wilson Kanyeihamba; 11 августа 1939 — 14 июля 2025) — угандийский юрист, писатель, судья Верховного суда (1997—2009), член кабинета министров и парламента, председатель юридического комитета Учредительного собрания, который принимал Конституцию 1995 года.

## Биография
Джордж Каньейхамба родился 11 августа 1939 года в Кинабе в округе Кинкизи региона Кигези. В 1970-х годах он получил степень бакалавра в сфере права в Портсмутском университете, а позже степень доктора права в Уорикском университете в Соединённом Королевстве. В 2008 году Уорикский университет присвоил ему почётную степень магистра права.
Был женат на Сьюзан Каньейхамба. У них было трое детей. У Каньейхамбы также была приемная дочь.
Каньейхамба умер 14 июля 2025 года в возрасте 85 лет.

### Карьера
В 1980-х годах он занимал посты министра торговли, министра юстиции и генерального прокурора Уганды в администрации президента Йовери Мусевени.
Каньейхамба также был ректором Международного университета Кампалы и университета Кабале.
В 1997 году он был назначен членом Верховного суда Уганды и вышел в отставку в ноябре 2009 года. Каньейхамба был одним из трёх судей Верховного суда, которые постановили, что переизбрание президента Мусевени в 2006 году было сфальсифицированным и его можно признать недействительным.